# Kliniken Maria Hilf
Die Kliniken Maria Hilf ist ein Krankenhaus der Maximalversorgung in Mönchengladbach.
Bis 2019 befand sich das Unternehmen am Krankenhaus Maria Hilf an der Sandradstraße 43–47. 
Mit 17 Fachabteilungen, 754 Planbetten, den Tochtergesellschaften kbs / Akademie für Gesundheitsberufe am St. Kamillus GmbH und der clinoserv GmbH sowie ca. 2.500 Mitarbeitern dient das expandierende Krankenhaus, zugleich Akademisches Lehrkrankenhaus der RWTH Aachen, der Maximalversorgung für Mönchengladbach und Umgebung.
Mit seiner modernen Medizintechnik bietet das Krankenhaus eine qualifizierte medizinische Versorgung von über 36.000 stationären Fällen und mehr als 120.000 ambulanten Besuchen pro Jahr. 
Die Kernkompetenzen liegen in den Bereichen:
- Versorgung onkologischer Patienten
- Behandlung von Patienten mit Herz-, Kreislauf- und Gefäßerkrankungen
- Versorgung von Neurologischen Patienten, insbesondere Schlaganfallpatienten
- Behandlung von orthopädischen und chirurgischen Erkrankungen